# Carson Pickett
Carson Pickett (Spartanburg, Carolina del Sur, Estados Unidos; 15 de septiembre de 1993) es una futbolista estadounidense. Juega como defensora en el Orlando Pride de la National Women's Soccer League de Estados Unidos y para la selección de Estados Unidos.

## Biografía
Pickett creció en Fleming Island, en la costa noreste de Florida, cerca de Jacksonville. Asistió a la escuela St. Johns Country y ganó 3 campeonatos estatales con el equipo de fútbol. En 2012, fue nombrada Jugadora de Fútbol Femenina Gatorade del Año para el estado de Florida y Jugadora del Año de Florida en 2012. Pickett nació sin mano ni antebrazo izquierdos.

### Fútbol universitario
Pickett asistió a la Universidad Estatal de Florida de 2012 a 2015, donde jugó fútbol para el Florida State Seminoles y fue defensora titular durante cuatro años. En 2014, llevó a las Seminoles a conseguir su primer Campeonato de la División I de la NCAA, formando parte de una defensa que no permitió goles durante todo el torneo.

## Trayectoria
En enero de 2018, el Reign FC cedió el pase de Pickett al Orlando Pride a cambio de la defensora Steph Catley.

## Estadísticas

### Clubese
| Club                        | País           | Año             |
| --------------------------- | -------------- | --------------- |
| Florida State Seminoles     | Estados Unidos | 2012 - 2015     |
| Reign FC                    | Estados Unidos | 2016 - 2017     |
| Brisbane Roar (préstamo)    | Australia      | 2017 - 2020     |
| Orlando Pride               | Estados Unidos | 2018 - 2020     |
| Apollon Limassol (préstamo) | Chipre         | 2020            |
| North Carolina Courage      | Estados Unidos | 2021 - 2022     |
| Racing Louisville FC        | Estados Unidos | 2023 - 2024     |
| Orlando Pride               | Estados Unidos | 2024 - presente |